# 罗永斌
罗永斌（1976年10月—），云南石林人，中共党员，曾任大理市市委书记，现任云南省广播电视局党组成员、副局长。

## 生平
罗永斌1997年6月加入中国共产党，1997年9月参加工作。历任共青团石林县委书记，石林县西街口乡党委副书记、乡长，共青团昆明市委副书记、书记，中共寻甸县委副书记、书记等职。2012年，任共青团云南省委副书记、党组副书记。2017年，任中共普洱市委常委、市委秘书长。2020年2月，任中共大理市委书记。2021年9月，任中共昭通市委副书记。2023年5月，任云南省广播电视局党组成员、副局长。